# Reinhold Sulzbacher
Reinhold Sulzbacher (Liezen, 29 luglio 1944) è un ex slittinista austriaco.

## Biografia
Gareggiò sia nel singolo sia nel doppio, ma ottenne tutti i suoi successi nel doppio in coppia con Günther Lemmerer. 
Esordì in Coppa del Mondo nella stagione 1979/80, conquistò il primo podio, nonché la prima vittoria, il 7 dicembre 1979 nel doppio ad Igls. 
Trionfò in classifica generale nella specialità del doppio in tre edizioni consecutive: nel 1979/80, nel 1980/81 e nel 1981/82.
Prese parte a due edizioni dei Giochi olimpici invernali: ad Innsbruck 1976 colse la settima piazza nel singolo e la quinta nel doppio con Manfred Schmid ed a Lake Placid 1980 si classificò in nona posizione nel doppio insieme a Günther Lemmerer.
Ai campionati europei vinse la medaglia d'oro a Winterberg 1982 nel doppio.

## Palmarès

### Europei
- 1 medaglia:
  - 1 oro (doppio a Winterberg 1982).

### Coppa del Mondo
- Vincitore della Coppa del Mondo nella specialità del doppio nel 1979/80, nel 1980/81 e nel 1981/82.
- 13 podi (tutti nel doppio):
  - 6 vittorie;
  - 2 secondi posti;
  - 5 terzi posti.

#### Coppa del Mondo - vittorie
| Data             | Luogo        | Paese          | Disciplina                  |
| ---------------- | ------------ | -------------- | --------------------------- |
| 7 dicembre 1979  | Igls         | Austria        | Doppio con Günther Lemmerer |
| 27 gennaio 1980  | Hammarstrand | Svezia         | Doppio con Günther Lemmerer |
| 13 febbraio 1980 | Imst         | Austria        | Doppio con Günther Lemmerer |
| 14 dicembre 1980 | Igls         | Austria        | Doppio con Günther Lemmerer |
| 21 dicembre 1980 | Winterberg   | Germania Ovest | Doppio con Günther Lemmerer |
| 18 gennaio 1981  | Valdaora     | Italia         | Doppio con Günther Lemmerer |